# Petrus Rydelius
Petrus (Pehr) Rydelius, född 1631 i Östra Ryd, Linköpings stift, död 7 december 1707, var en svensk präst. 

## Biografi
Rydelius avlade studentexamen i Upsala 1652. Han prästvigdes 1654 och var från 1673 verksam som kyrkoherde i Östra Ryds pastorat, Linköpings stift.

## Familj
Han var gift 1: med Maria från Engelholm i S:t Anna socken, Linköpings stift, gift 2: 1675 med Margareta Trottesdotter, fogdeänka (†1693), gift 3: 1695 med Anna Elisabeth Aschanius (1670-1738); kyrkoherde i Östra Ryds pastorat, Linköpings stift.

### Föräldrar
- Magnus Ignæus (1598-1671), kyrkoherde i Östra Ryds pastorat, Linköpings stift
- Margareta Pedersdotter

### Barn
- 1. Israel Rydell, löjtnant vid Östgöta kavalleri, tillfångatagen av ryssarna och förd till Tobolsk
- 1. Maria Rydelius, gift med L. Särling, kyrkoherde i Mogata, Linköpings stift
- 1. Christina Rydelius († 1711), gift med Johan Månsson Nerman, orgelnist i Skeninge
- 1. Gustaf Rydelius (reste utrikes)

- 3. Gertrud Maria Rydelius, gift 1 med Joh. Hargelius, e.o. prästman, gift 2 med Per Alfving, kyrkoherde i Skällviks pastorat, Linköpings stift